# Та луда љубав
Та луда љубав (енгл. Crazy, Stupid, Love) је романтична комедија из 2011. године.

## Радња
Кал Вивер сазнаје да га жена Емили вара са колегом и одлучује да се разведе. Сели се у свој стан и очајан, вечери проводи напијајући се у разним баровима. Једне вечери упознаје Џејкоба, младог женскароша који му обећава да ће га научити како да освоји жене и спава са којом год пожели. Убрзо упознаје Кејт, која ради као учитељица и након њеног неуверљивог пренемагања њих двоје спавају заједно. Калова ситуација се поправља и он схвата да заиста може да буде са којом хоће, све док једног дана у школи не сретне Емили.

## Улоге
| Глумац         | Улога         |
| -------------- | ------------- |
| Стив Керел     | Кал Вивер     |
| Рајан Гозлинг  | Џејкоб Палмер |
| Џулијана Мур   | Емили Вивер   |
| Ема Стоун      | Хана Вивер    |
| Мариса Томеј   | Кејт          |
| Кевин Бејкон   | Дејвид        |
| Џон Керол Линч | Берни Рајли   |
| Џош Гробан     | Ричард        |
| Анали Типтон   | Џесика Рајли  |
| Џои Кинг       | Моли Вивер    |
| Џулијана Гил   | Медисон       |